# Старое (Усть-Кубинский район)
Старое — село в Усть-Кубинском районе Вологодской области при впадении Угормы в Кубену.
Входит в состав Высоковского сельского поселения (с 1 января 2006 года по 9 апреля 2009 года входило в Филисовское сельское поселение), с точки зрения административно-территориального деления — в Филисовский сельсовет.
Расстояние до районного центра Устья по автодороге — 28,5 км, до центра муниципального образования Высокого по прямой — 18 км. Ближайшие населённые пункты — Заборье, Павловское, Ельцино.
По переписи 2002 года население — 64 человека (32 мужчины, 32 женщины). Преобладающая национальность — русские (94 %).